# موسالی (جلیل‌آباد)
موسالی (به ترکی آذربایجانی: Musalı) یک منطقه مسکونی در جمهوری آذربایجان است که در شهرستان جلیل‌آباد واقع شده‌است. موسالی ۱۸۷۹ نفر جمعیت دارد.